# Penny Pitou
Penelope Theresa »Penny« Pitou, ameriška alpska smučarka, * 8. oktober 1938, New York.
Svoj največji uspeh kariere je dosegla na Olimpijskih igrah 1960, ko je osvojila srebrni medalji v smuku in veleslalomu, tekma je štela tudi za svetovno prvenstvo. Nastopila je že na Olimpijskih igrah 1956 je dosegla tri uvrstitve med 30. in 35. mestom. 
Krajši čas je bila poročena z avstrijskim smučarjem Egonom Zimmermannom.